# Stenchaetothrips
Stenchaetothrips is een geslacht uit de tripsenfamilie Thripidae. Het geslacht is voor het eerst benoemd door Bagnall in 1926. Op een paar soorten na, komen de soorten uit dit geslacht voornamelijk voor in Azië.

## Taxonomie
De volgende soorten zijn bij het geslacht ingedeeld:
- Stenchaetothrips albicornus
- Stenchaetothrips apheles
- Stenchaetothrips aralis
- Stenchaetothrips bambusae
- Stenchaetothrips bambusicola
- Stenchaetothrips basibrunneus
- Stenchaetothrips bicolor
- Stenchaetothrips biformis
- Stenchaetothrips brochus
- Stenchaetothrips caulis
- Stenchaetothrips cymbopogoni
- Stenchaetothrips dissidens
- Stenchaetothrips divisae
- Stenchaetothrips faurei
- Stenchaetothrips glandularis
- Stenchaetothrips graminis
- Stenchaetothrips hullikali
- Stenchaetothrips indicus
- Stenchaetothrips karnyianus
- Stenchaetothrips koitakii
- Stenchaetothrips langkawiensis Ng & Mound, 2012[3]
- Stenchaetothrips melanurus
- Stenchaetothrips minutus
- Stenchaetothrips mucunae
- Stenchaetothrips pteratus
- Stenchaetothrips sacchari
- Stenchaetothrips scius
- Stenchaetothrips spinalis
- Stenchaetothrips spinulae
- Stenchaetothrips tenebricus
- Stenchaetothrips tuscus
- Stenchaetothrips undatus
- Stenchaetothrips victoriensis
- Stenchaetothrips zehntneri
- Stenchaetothrips zhangi